# Vadosfa
Vadosfa è un comune di 85 abitanti situato nella contea di Győr-Moson-Sopron, nell'Ungheria nordoccidentale.